# Tony Jeffries
Tony David Jeffries (Sunderland, 2 marzo 1985) è un ex pugile e youtuber britannico.

## Palmarès

### Olimpiadi
- 1 medaglia:
  - 1 bronzo (Pechino 2008 nei pesi mediomassimi)

### Europei dilettanti
- 4 medaglie:
  - 1 oro (Liverpool 2001 nei pesi mediomassimi)
  - 1 argento (Cetniewo 2008 nei pesi mediomassimi)
  - 2 bronzi (Madrid 2004 nei pesi mediomassimi; Cagliari 2005 nei pesi mediomassimi)